# Olaus Laurelius
Olaus Laurentii Laurelius, född 10 augusti 1585 i Håtorps by, Lyrestads socken i Västergötland, död 6 april 1670 i Västerås, var en svensk biskop och professor. Han var rektor vid Uppsala universitet 1630 och 1637, och ledde prästeståndet i riksdagen i ärkebiskopens ställe.
Han räknas som en av 1600-talets viktigaste teologer i Sverige.

## Biografi
Olaus Laurelius var son till Lars Svensson och Ingeborg Ambjörnsdotter. Efter akademiska studier i Uppsala, Jena och Giessen, blev Laurelius magister i Rostock 1617. Han anställdes efter sin återkomst till Sverige som lärare för två unga friherrar Horn af Åminne. För sina förtjänster i det friherrliga Hornska huset befordrades han 1621 till log. professor i Uppsala, varefter han lät prästviga sig 1623 och utnämndes året därpå till extra ordinarie professor i teologiska fakulteten. Befordrad 1625 till ordinarie teologie professor, erhöll han 1640 teologie doktorsvärdighet och fullmakt som pastor primarius i Stockholm. 1647 utnämndes han till biskop i Västerås, vilket ämbete han innehade till sin död där den 6 april 1670.
Hos sin samtid hade Laurelius ett aktat namn såsom lärd och erkännes såsom sådan även av senare författare. Bland hans många arbeten med teologiskt och kyrkohistoriskt innehåll bör nämnas en katekes han författade: Eenfalligha fråghor eller spörzmåål om vår Christendoms stycker för enfalligt folck etc (1635) vilken, utgången i en mängd upplagor, utan offentlig auktorisation ingått som en allmänt begagnad lära för barn i Svenska kyrkan och på flera orter vunnit större förtroende än både Svebilius och Lindbloms förklaringar.
Laurelius deltog 1635 i ärkebiskopens ställe i ständernas förhandlingar och bevistade sedermera i allmänhet riksdagarna till och med 1654. Han författade 1647 de privilegier för prästeståndet, som i huvudsak stadfästes på riksdagarna 1650 och 1655 av drottning Kristina, och gjorde viktiga förarbeten till 1686 års kyrkolag.

## Familj
Olaus Laurelius gifte sig 1622 med Margareta Kenicia, en dotter till ärkebiskop Petrus Kenicius och Margareta Hansdotter Gammal. Deras son Lars adlades 1653 med namnet Lagersköld, men slöt själv sin ätt. Dottern Margareta Laurelia gifte sig först med professor Erik Odhelius och därefter med dennes efterträdare som pastor primarius i Stockholm Nicolaus Rudbeckius, vilken senare blev svärfaderns efterträdare som biskop i Västerås. Dottern Katarina gifte sig först med Johan Matsson Wijnblad och sedan med Johan Forbes. Laurelius var även byggherre för ett hus som uppfördes på 1640-talet i kvarteret Tritonia (nuvarande Lilla Nygatan 5).